# Giải vô địch bóng đá nữ châu Đại Dương 2007
Giải vô địch bóng đá nữ châu Đại Dương 2007 diễn ra tại Lae, Papua New Guinea từ 9 tháng 4 tới 13 tháng 4 năm 2007. Đây cũng là vòng loại khu vực châu Đại Dương của Giải vô địch bóng đá nữ thế giới 2007 ở Trung Quốc.
Các đội Quần đảo Cook, Fiji, Nouvelle-Calédonie, Samoa, Tahiti và Vanuatu bỏ cuộc trước khi giải đấu bắt đầu.

## Vòng bảng
| Đội              | Tr | T | H | B | BT | BB | HS  | Đ |
| ---------------- | -- | - | - | - | -- | -- | --- | - |
| New Zealand      | 3  | 3 | 0 | 0 | 21 | 1  | +20 | 9 |
| Papua New Guinea | 3  | 2 | 0 | 1 | 7  | 8  | –1  | 6 |
| Tonga            | 3  | 0 | 1 | 2 | 1  | 7  | –6  | 1 |
| Quần đảo Solomon | 3  | 0 | 1 | 2 | 1  | 14 | –13 | 1 |

| New Zealand                                                    | 6 – 1    | Tonga    |
| -------------------------------------------------------------- | -------- | -------- |
| Yallop 8', 73' · Henderson 13', 53' · Erceg 17' · Thompson 81' | Chi tiết | Feke 85' |

| Papua New Guinea                                       | 6 – 1    | Quần đảo Solomon |
| ------------------------------------------------------ | -------- | ---------------- |
| Chalau 8', 48' · Siniu 40', 50', 66' · Galo 45' (l.n.) | Chi tiết | Fula 44'         |

| New Zealand                                                                           | 8 – 0    | Quần đảo Solomon |
| ------------------------------------------------------------------------------------- | -------- | ---------------- |
| Ferrara 4', 22' · N. Smith 32', 45+2', 62' · Percival 38' · R. Smith 52' · Kete 90+1' | Chi tiết |                  |

| Papua New Guinea   | 1 – 0    | Tonga |
| ------------------ | -------- | ----- |
| Niukapu 63' (l.n.) | Chi tiết |       |

| Papua New Guinea | 0 – 7 | New Zealand                                                                             |
| ---------------- | ----- | --------------------------------------------------------------------------------------- |
|                  |       | N. Smith 20' · Thompson 23' · Percival 26' · Yallop 30', 65' · Green 63' · Moorwood 85' |

| Tonga | 0 – 0 | Quần đảo Solomon |
| ----- | ----- | ---------------- |
|       |       |                  |

| Vô địch Giải vô địch bóng đá nữ châu Đại Dương 2007 |
| --------------------------------------------------- |
| · New Zealand · Lần thứ ba                          |